# Kirkandrews-on-Esk
Kirkandrews-on-Esk lub Kirkandrews lub Kirkandrews upon Esk – wieś i civil parish w Anglii, w Kumbrii, w dystrykcie (unitary authority) Cumberland. W 2011 roku civil parish liczyła 493 mieszkańców. W obszar civil parish wchodzą także Kirkandrews Middle, Kirkandrews Moat i Kirkandrews Nether.